# Nyctalus
Nyctalus es un  género de murciélagos microquirópteros de la familia Vespertilionidae conocidos vulgarmente como nóctulos. Habitan en las áreas de clima templado y subtropicales de Europa, Asia y del norte de África, en países como Irlanda, Libia y la zona que comprende Europa Oriental. 

## Especies
Se reconocen las siguientes especies:
- Nyctalus aviator
- Nyctalus azoreum
- Nyctalus furvus
- Nyctalus lasiopterus
- Nyctalus leisleri
- Nyctalus montanus
- Nyctalus noctula
- Nyctalus plancyi